# 20 Golden Greats
A 20 Golden Greats (aka Buddy Holly Lives) egy   1978-as válogatás  Buddy Holly and The Crickets együttestől.

## Számok
1. That’ll Be the Day (Jerry Allison, Buddy Holly) – 2:16
2. Peggy Sue (Holly) – 2:35
3. Words of Love (Holly) – 2:01
4. Everyday (Holly) – 2:12
5. Not Fade Away (Holly) – 2:25
6. Oh, Boy! (Sonny West, Bill Tilghman) – 2:11
7. Maybe Baby (Holly) – 2:06
8. Listen to Me (Holly) – 3:26
9. Heartbeat (Bobby Montgomery) – 2:13
10. Think It Over (Allison, Holly) – 2:50
11. It Doesn’t Matter Anymore (Paul Anka) – 2:16
12. It’s So Easy (Holly) – 2:14
13. Well… All Right (Holly, Allison, Joe B. Mauldin) – 2:18
14. Rave On (Sonny West, Bill Tilghman) – 1:53
15. Raining in My Heart (Boudleaux Bryant, Felice Bryant) – 2:52
16. True Love Ways (Holly) – 2:51
17. Peggy Sue Got Married (Holly) – 2:10
18. Bo Diddley (Ellas McDaniel) – 2:24
19. Brown Eyed Handsome Man (Chuck Berry) – 2:07
20. Wishing (Holly, Montgomery) – 2:08